# Noah Schnapp
Noah Schnapp, född 3 oktober 2004 i New York, är en amerikansk skådespelare med kanadensiskt medborgarskap. Han är bland annat känd för rollen som William ”Will” Byers i Netflix-serien Stranger Things. Han har även gjort rösten till Karl i Snobben: The Peanuts Movie och medverkat i Steven Spielbergs film Spionernas bro från 2015.

## Bakgrund och familj
Schnapp är son till Mitchell och Karine Schnapp. Han har en tvillingsyster som heter Chloe. Schnapp är av judisk börd. Hans familj är från Montreal i Kanada och han har därmed kanadensiskt medborgarskap. Schnapp ville bli skådespelare redan vid fem års ålder efter att ha sett Broadway-produktionen av Annie. Han medverkade ofta i skolans pjäser. När han var åtta år föreslog hans teaterlärare att han skulle satsa professionellt. Schnapps föräldrar skrev in honom på ett skådespelarprogram hos Westchester's Star Kids med läraren Alyson Isbrandtsen, som senare hänvisade honom till MKS&D Talent Management för framtida karriärmöjligheter.

## Karriär
Schnapp gjorde rösten till huvudkaraktären Karl i filmen Snobben: The Peanuts Movie 2015. Hans första skådespelarroll var i Steven Spielbergs historiska dramafilm Spionernas bro, tillsammans med Tom Hanks. Han fick sitt genombrott 2016 som Will Byers i Netflix science fiction skräck-serien Stranger Things. Schnapp tjänade i den första säsongen 10 000 amerikanska dollar per avsnitt - vilket motsvarar ungefär 100 000 svenska kronor. Schnapps roll utökades i den andra säsongen av serien, i den första var han bara med i enstaka avsnitt. 2021 grundade han företaget TBH (förkortning av "To be honest") som säljer nötkräm.

## Personligt
Den 5 januari 2023 lade Schnapp upp en video på TikTok där han beskrev sig själv som homosexuell. I videons rubrik "I guess I'm more similar to Will Byers than I thought" hänvisade han till den fiktiva personen i TV-serien Stranger Things som också kom ut som gay.

## Filmografi

### Filmer
| År   | Titel                      | Roll          | Anmärkningar |
| ---- | -------------------------- | ------------- | ------------ |
| 2015 | Spionernas bro             | Roger Donovan |              |
| 2015 | Snobben: The Peanuts Movie | Karl (röst)   |              |
| 2016 | The Circle                 | Lucas         | Kortfilm     |
| 2017 | We Only Know So Much       | Otis Copeland |              |
| 2018 | The Legends of Hallowaiian | Kai (röst)    |              |
| 2019 | Abe                        | Abe           |              |
| 2020 | Flykten över Pyrenéerna    | Jo            |              |
| 2020 | Hubie Halloween            | Tommy         |              |

### TV
| År    | Titel           | Roll       | Anmärkningar                                             |
| ----- | --------------- | ---------- | -------------------------------------------------------- |
| 2016– | Stranger Things | Will Byers | Återkommande roll (säsong 1) Huvudroll (säsong 2–framåt) |
| 2018  | Liza on Demand  | Evan       | Avsnitt: Pilot                                           |
| 2019  | Liza on Demand  | Trevor     | Avsnitt: New Year’s Eve Pt.1                             |

### Musikvideor
| År   | Titel            | Artist              | Anmärkningar |
| ---- | ---------------- | ------------------- | ------------ |
| 2016 | "LA Devotee"     | Panic! at the Disco |              |
| 2018 | "In My Feelings" | Drake               |              |

## Utmärkelser och nomineringar
| År   | Utmärkelse                 | Kategori                                                                                     | Nominerat arbete | Resultat  | Ref.   |
| ---- | -------------------------- | -------------------------------------------------------------------------------------------- | ---------------- | --------- | ------ |
| 2017 | Young Artist Awards        | Bästa prestanda i en digital-TV-serie eller film - Ung skådespelare                          | Stranger Things  | Nominerad | [ 16 ] |
| 2017 | Screen Actors Guild Awards | Enastående framförande i helhet i en dramaserie                                              | Stranger Things  | Vann      | [ 17 ] |
| 2018 | Screen Actors Guild Awards | Enastående framförande i helhet i en dramaserie                                              | Stranger Things  | Nominerad | [ 18 ] |
| 2018 | Gold Derby Awards          | Bästa Drama-stödjande skådespelare                                                           | Stranger Things  | Nominerad | [ 19 ] |
| 2018 | Gold Derby Awards          | Årets bästa genombrott                                                                       | Stranger Things  | Nominerad | [ 19 ] |
| 2018 | MTV Movie & TV Awards      | Bästa skrämda framförande                                                                    | Stranger Things  | Vann      | [ 20 ] |
| 2018 | MTV Movie & TV Awards      | Bästa On-Screen Teamet (med Gaten Matarazzo, Finn Wolfhard, Caleb McLaughlin och Sadie Sink) | Stranger Things  | Nominerad | [ 21 ] |
| 2019 | Teen Choice Awards         | Choice Summer TV-actor                                                                       | Stranger Things  | Vann      | [ 22 ] |